# ارول (كامبريدجشير)
ارول (بالإنجليزية: Orwell, Cambridgeshire)‏ هي قرية و أبرشية مدنية تقع في المملكة المتحدة في إنجلترا. يقدر عدد سكانها بـ 1,080 نسمة .